# Savino Cesario
Savino Cesario (Milano, 7 ottobre 1957) è un chitarrista, conduttore radiofonico ed autore italiano.

## Biografia
Cesario ha composto le musiche per diversi spettacoli televisivi e teatrali di vari comici, quali: Gioele Dix, Paolo Rossi, Maurizio Crozza, David Riondino e Dario Vergassola. Ha fatto parte del gruppo musicale "C'è quel che c'è" che ha accompagnato per molto tempo le esibizioni del comico Paolo Rossi; dopo lo scioglimento del gruppo ha iniziato a collaborare con altri comici ai quali molto spesso fa anche da "spalla". Collabora con l'autore e comico Giorgio Centamore, col quale ha scritto alcuni spettacoli comici (ad esempio: Non dateci spago e Zeniù Simpa). Con Fabio De Luigi e Natalino Balasso ha scritto lo spettacolo comico musicale Tafano Show.
Ha composto le musiche di varie fiction televisive, tra cui Benedetti dal Signore di e con Enzo Iacchetti e Ezio Greggio. Inoltre, per alcuni anni è stato anche conduttore radiofonico delle trasmissioni Tropico del Cammello, Crackers e Veronica In con Mauro Casciari, Francesco Maria Vercillo, Andrea De Marco e Veronica Pivetti. È autore, compositore e produttore esecutivo dell'album Olmo & Friends di Fabio De Luigi, con cui collabora nella scrittura di alcuni brani del disco. Cesario è anche compositore delle musiche di molti dei programmi televisivi della Gialappa's Band (come Mai dire Domenica e Mai dire Grande Fratello). Inoltre, è chitarrista della Silvano Belfiore Band, che accompagna tutti i programmi televisivi di Maurizio Crozza.
È stato il direttore dell'orchestra dell'ultimo spettacolo televisivo di Gianfranco Funari sul canale televisivo Rai 1. Ha all'attivo due album pubblicato con Silvano Belfiore: Elettrico e Little Acoustic Band, oltre alla colonna sonora dello spettacolo Nascosto dove c'è più luce di e con Gioele Dix. È autore del monologo teatrale La vita è un bordello.